# Loganbär
Loganbär (Rubus × loganobaccus) är en hallonliknande fruktbuske, framodlad 1882 av domaren James Harvey Logan i Santa Cruz, Kalifornien.
Bären är stora, cylindriska, mörkröda och aromatiska.
Loganbär är en hybrid mellan Rubus ursinus, ett amerikanskt björnbär, och hallon (Rubus idaeus), och introducerades i Europa 1897.

## Fotnoter
1. 1 2  Carlquist, Gunnar, red (1937). Svensk uppslagsbok. Bd 17. Malmö: Svensk Uppslagsbok AB. sid. 541
2. ↑  Nationalencyklopedin multimedia plus, 2000